# About Schmidt
About Schmidt är en amerikansk långfilm från 2002 i regi av Alexander Payne, med Jack Nicholson, Kathy Bates, Hope Davis och Dermot Mulroney i rollerna.

## Handling
Det händer mycket i Warren Schmidts liv just nu, han har precis gått i pension, hans enda dotter ska gifta sig och hans hustru avlider. Utan jobb, fru och familj försöker han hitta något meningsfullt att göra. Det blir starten på en ovanlig upptäcktsresa.

## Om filmen
Baserad på Louis Begleys bok About Schmidt.
Filmen är inspelad i Boulder och Denver i Colorado, Council Bluffs i Iowa samt Dundee, Kearney, Millard, Nebraska City, Ogallala, Omaha, Minden och Lincoln i Nebraska.
Den hade världspremiär den 22 maj 2002 vid filmfestivalen i Cannes och svensk premiär den 31 januari 2003, åldersgränsen är 7 år.

## Rollista
| Jack Nicholson  | – Warren Schmidt  |
| Kathy Bates     | – Roberta Hertzel |
| Hope Davis      | – Jeannie Schmidt |
| Dermot Mulroney | – Randall Hertzel |
| June Squibb     | – Helen Schmidt   |
| Howard Hesseman | – Larry Hertzel   |
| Harry Groener   | – John Rusk       |
| Connie Ray      | – Vicki Rusk      |
| Len Cariou      | – Ray Nichols     |
| Mark Venhuizen  | – Duncan Hertzel  |
| Cheryl Hamada   | – Saundra         |